# بطاقة الرسوميات
بطاقة الرسوميات (بالإنجليزية: graphics card)‏ أو بطاقة الفيديو أو أيضا موائم عرض الرسوميات، هي عبارة عن بطاقة توسعة للحاسوب يتمثل دورها في إنتاج صورة يمكن عرضها على الشاشة.
ترسل بطاقة الرسوميات الصور المخزنة في ذاكرتها الخاصة إلى الشاشة، وفق تردد وتنسيق يعتمد على من ناحية على الشاشة المتصلة ونوعية المنفذ الذي تتصل به (يتم التعرف تلقائيا، بفضل جهاز التوصيل والتشغيل المدمج ) وتكوينه الداخلي من ناحية أخرى.

## تاريخ

### بطاقات الرسومات ثنائية الأبعاد وثلاثية الأبعاد
سمحت بطاقات الرسوميات الأولى بالعرض ثنائي الأبعاد فقط، حيث كانت حينها تتصل بالبطاقة الأم من خلال منفذ البنية الصناعية القياسية (ISA) بنظام 8 بيت؛ هذه هي بطاقات موائم العرض أحادي اللون، التي تسمى أيضا «هرقل». 
على الرغم من أنها كانت تسمى «بطاقات رسوميات»، إلا أنها تعرض بشكل أحادية اللون أحرف بسيطة فقط مشفرة وفق نظام 8 بيت، وجزء بسيط منها هو المخصص للرسومات؛ العنونة المباشرة باستخدام الرموز القياسية الأمريكية لتبادل المعلومات (لايزال مستخدما في بدء تشغيل نظام الإدخال والإخراج الأساسي لمعظم أجهزة الكمبيوتر).
بحلول سنة 1981 ظهرت بطاقات الرسوميات الأولى، التي كانت قادرة على عنونة نقطة فردية من العرض، مع بطاقات سي جي إيه (موائم الرسومات الملونة) المتاحة لعامة الناس، والتي سمحت بعنونة النقاط بدقة 320 عمود على 200 صف بأربعة ألوان مختلفة. تلتها فيمل بعد، سلسلة من البطاقات الموجهة لمعالجة الرسومات على الحاسوب، مما أدى مع الوقت إلى زيادة عدد الصفوف والأعمدة القابلة للعنونة إلى أبعد مدى، بالإضافة إلى عدد الألوان التي يتم معالجتها وعرضها بشكل متزامن (إي جي إيه ثم في جي إيه).
مع التطور المستمر، أصبحت بطاقات الرسوميات الجديدة بشكل ندريجي قادرة على ممارسة المزيد والمزيد من الوظائف بفضل معالجها وكذا وحدة التحكم الخاصة بها، على غرار معالجة رسم الخطوط والأسطح والدوائر؛ وهي وظائف مفيدة للغاية ساهمت بشكل كبير في مواكبة ظهور وتطور أنظمة التشغيل الحديثة القائمة على الواجهات رسومية وتسريع عرض الرسوميات عليها. لمجارات هذا التطور تم استبدال منفذ اتصال بطاقة الرسوميات باللوحة الأم، من منفذ البنية الصناعية القياسية القديم إلى منفذ الملحقات الإضافية الحديث بهدف زيادة سرعة نقل المعلومات بين وحدة المعالجة المركزية وبطاقة الرسوميات.
بالإضافة إلى بطاقات العرض ثنائية الأبعاد (2D)، ظهرت بحلول سنوات التسعينيات بطاقات مخصصة لإدارة وعرض العناصر الممثلة في صورة ثلاثية الأبعاد (3D)، على غرار بطاقات شركة ثري دي إف إكس إنترأكتف.
ظهرت فيما بعد جيل جديد بطاقات الرسوم الثنائية الثلاثية الأبعاد في آن واحد، مع ميزة الثبيت بمنفذ الرسوميات السريع أو منفذ الملحقات الإضافية واحد فقط بدلا من اثنين، الذي كان الأساس في بطاقات الرسوميات لسنوت ماقبل 1998. تم في الحقيقة إلى غاية هذه السنة، تقديم بطاقات ثنائية الأبعاد بشكل منفصل عن ما تسمى بالبطاقات ثلاثية الأبعاد السريعة، حيث أن لك منهما معالج رسوميات معين.
منذ إصدار أول بطاقات رسوميات تدعم عرض التمثيلين الثنائية والثلاثي الأبعاد من شركة إيه تي آي سنة 1996، فإن جميع بطاقات الرسومات الحديثة التي جاءت فيما بعد هي بطاقات رسوميات تدعم التمثيلات ذات البعدين الثنائي والثلاثي في آن واحد ضمن دائرة إلكترونية متكاملة واحدة.
لا يقتصر تاريخ بطاقات الرسوميات على التنافس الثنائي الذي خلقته شركتي إيه تي آي وإنفيديا. بل يتعداهما ليشمل فاعلين آخرين، من بينهم: إس ثري غرافيكس، ماتروكس، سيروس لوجيك ثري، ثري دي إف إكس إنترأكتف وسلسلتي فودو 3000 و4000، إضافة إلى سيليكون غرافيكس التي تقترح حلولها الرسومية المخصصة للمستهلكين المهنيين. دون أن ننسى شركة إنتل التي على الرغم من خسارتها حصتها امام لصالح المنافسين الكبار إنفيديا وإي تي إيه، لا تزال تنافس هي الأخر حيث كانت تقدم بحلول أبريل 2010 غالبية حلول الرسوميات الخاصة بأجهزة الكمبيوتر الشخصية في العالم في شكل شرائح تعريف مع وحدة تحكم رسومات مدمجة. في سنة2012، أطلقت إنتل بالتزامن مع اطلاق عائلة معلجات إفي بريدج الخاصة بها، دائرة الرسومات المتكاملة «إتش دي 4000».

### الوظيفة

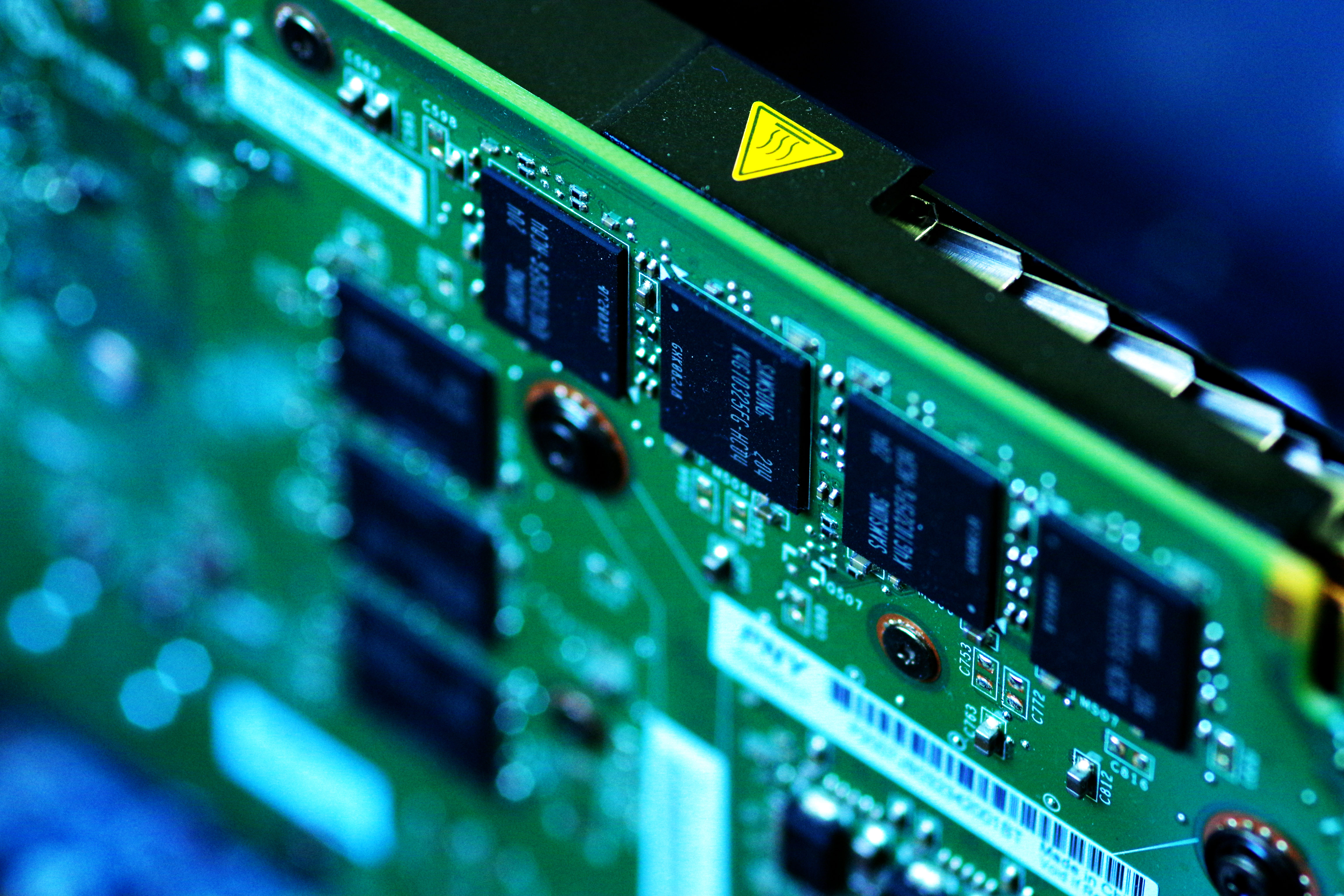
مثال على بطاقة رسوميات هي إنفيديا كوادرو المخصصة للمحترفين.

عرفت بطاقات الرسومات تطورا كبير منذ نهاية سنة 1995. في الماضي، كانت الوظيفة الأساسية لبطاقة الرسومات هي إرسال الصور التي ينتجها الحاسوب إلى الشاشة لعرضها. بالرغم من كل هذا الوقت الذي مر، لا تزال وظيفتها الأساسية في العديد من الأجهزة المكتبية الحالية، التي يكون فيها عرض الصور ثلاثية الأبعاد ميزة ثانوية. مع ذلك، حتى أبسط بطاقات الرسومات في يوم هذا تدعم أيضا العرض الثلاثي الأبعاد للصور.
من الناحية التقنية، يعد عرض التمثيلات ثلاثية الأبعاد نشاطا مكلف للغاية من حيث إجراء الحسابات واحتلال نطاق الذاكرة. لذلك فقد أصبحت وحدة معالجة الرسوميات (GPU) مكونا معقدا ومتخصصا للغاية ولا يمكن منافسته تقريبا، بل لا يمكن الاستغناء عنه في فئته (عرض الصور ثلاثية الأبعاد).باستثناء ألعاب الفيديو أو بعض الاستخدامات المتعلقة بالتطبيقات الحاسوبة المعتمدة على الرسوميات، نادرا ما يتم استغلال إمكانيات بطاقات الرسوميات في تطبيقات عملية أخرى. لذلك، نجد أن محترفي ألعاب الفيديو هم الذين يشترون ويستخدمون وحدات معالجة الرسوميات القوية بشكل متزايد.
مع بداية العقد الأول من القرن الحادي والعشرين، ارتفعت القوة الحاسوبية لبطاقات الرسوميات بشكل متزايد، وبتكلفة سعرية منخفضة للغاية (100 إلى 700 يورو للنماذج الاستهلاكية). بالموازات مع ذلك، تزايد بشكل متسارع عدد العلماء من الذين يرغبون في استغلال إمكانات هذه البطاقات في مجالات أخرى. قد تشمل هذه المجالات تشغيل عمليات محاكاة الطقس أو نماذج الحوسبة المالية أو أي عملية يمكن موازنتها وتتطلب قدرا كبيرا جدا من الحسابات. تقدم كل من شركتا إنفيديا و إيه تي آي أو إي إم دي، وهما المصنعان الرئيسيان لبطاقات الرسوميات عالية الأداء للعامة، حلولا خاصة بحيث يمكن استخدام منتجهم في الحوسبة العلمية؛ مشروع الحوسبة العامة كودا بالنسبة إلى إنفيديا ومشروع إي تي أي ستريم، الهادفين لتسخير وحدات معالجة الرسوميات لأغراض الحوسبة العامة. على هذا النحو، نتحدث هنا عن مصطلح الحوسبة لأغراض عامة على وحدات معالجة الرسوميات أو اختصارا جي بي جي بي يو (بالإنجليزية: GPGPU)‏.
بحلول سنة 1996، بدأت بطاقات الرسوميات بدمج وظائف إلغاء ضغط الفيديو، كما هو الحال بالنسبة لبطاقة الرسوميات رايج برو لسنة 1996 من شركة «إي تي أي» التي دمجت فيها فعليا بعض وظائف إلغاء ضغط تدفقات إم بي إي جي 2. تم فيما بعد تحت مسميلت مختلفة، تطوير تقنيات جديدة تسمح للمعالج بالتخفيف من الحمل الواقع على فك ضغط الصور ب25 (نظام الألوان التلفزيوني أو نظام اللون التسلسلي) أو 30 (نظام إي تي إس سي) مرة في الثانية ضمن تعريفات أعلى دائما. يتيح الدعم الجزئي أو الشامل لوحدة معالجة الرسوميات لتدفقات الفيديو عرض أفلام عالية الدقة على الأنظمة الأساسية للأجهزة باستخدام موارد معالج متواضعة نسبيا. وهو ما سيكون مستحيلا بدونها نظرا لكمية المعلومات التي يتم معالجتها في آن واحد تقريبا.
في الوقت الحاضر، هناك نماذج بطاقات رسومية محمولة تم إنشاؤها خصيصا ليتم تضمينها في أجهزة الحاسوب المحمولة. غالبا ما يتم اشتقاق هذه البطاقات من نظيراتها المكتبية، وهي ذات وحدات أقل وبتردد أقل.يمكن لبطاقات الرسومات الحديثة أحيانا، أداء عمل بطاقة الصوت بفضل مخرجات الصوت المدمجة ضمن منافذ الفيديو التقليدية، مثل منفذ الواجهة متعددة الوسائط عالية الوضوح. يمكن بعد ذلك تكييف برامج التشغيل لإدارة الصوت، عبر علامة تبويب الصوت الخاصة بالمعرفات المحفزة على سبيل المثال. نمت هذه الوظيفة الجديدة بشكل كبير، بفضل إضافة مكبرات الصوت على الشاشات.

## المكونات
تتكون بطاقة الرسوميات الحديثة من لوحة دارات مطبوعة تجمع بين عدد من المكونات الالكترونية. نظرا لدرجة التعقيد الحسابي الكبير للمهمات التي يمكن للبطاقات الرسومية الحديثة أداءها بشكل متزامن، فيمكن اعتبارها أيضا كجهاز حاسوب بحد ذاته. تشتمل بطاقات الرسوميات على مايلي:

### وحدة معالجة الرسوميات
وحدة معالجة الرسوميات (GPU)، والتي تسمى أحيانا وحدة المعالجة المرئية (VPU)، عبارة عن دائرة إلكترونية متخصصة مصممة لمعالجة الصور والفيديوهات وعرض الرسوميات الحاسوب. من أجل تخفيف الضغط على المعالج المركزي الرئيسي المدمج بالوحة الأم من خلال دعم العمليات الحسابية الخاصة بالشاشة وتنسيق الرسومات ثلاثية الأبعاد أو تحويل المساحات اللونية من نظام التشفير واي سي بي سي آر إلى النظام اللوني آر جي بي لعرضه على الشاشات. هذا التقسيم للعمل بين المعالجين يزيد من أداء وفاعلية المعالج المركزي للكمبيوتر وسلاسة ادائه الحاسوب للمهمات المختلفة.
غالبا ما يكون معالج الرسوميات مزودا بمبرد أو مروحة خاصة به لتبديد الحرارة التي ينتجها.

### ذاكرة الفيديو
تخزن ذاكرة الفيديو البيانات الرقمية التي يجب تحويلها إلى صور بواسطة وحدة معالجة الرسوميات، وكذا الصور التي تتم معالجتها بواسطة وحدة معالجة الرسوميات قبل عرضها. 
تدعم جميع بطاقات الرسوميات طريقتين للوصول إلى ذاكرتهم. إحدهما تستخدم لتلقي المعلومات من بقية النظام، والأخرى تستخدم للعرض على الشاشة. تعتمد الطريقة الأولى على الوصول العشوائي التقليدي (ذاكرة الوصول العشوائي) كما هو الحال بالنسبة للذاكرة الرئيسية، فيما تعتمد الطريقة الثانية على الوصول المتتابع لمكان تخزين بيانات الحاسوب التي تحتوي على المعلومات التي سيتم عرضها على الشاشة.

### ذاكرة الوصول العشوائي المحولة من الرقمي إلى التناظري
هي ذاكرة وصول عشوائي تتجلى وظيفتها في تحويل الصور المخزنة في ذاكرة الفيديو إلى إشارات تمثيلية، يتم بعد ذلك إرسالها إلى شاشة الكمبيوتر. أصبح غير ضروري مع ظهور الواجهة الرقمية المرئية (دي في آي) (بالإنجليزية: DVI)‏.

### بيوس الفيديو
نظام إدخال وإخراج الفيديو هو عبارة عن برنامج ثابت صغير مخزن في ذاكرة قراءة فقط (ROM) مدمجة في بطاقة الرسوميات. يحتوي هذا البرنامج على معلومات معينة تخص بطاقة الرسوميات (على سبيل المثال، أوضاع الرسومات التي تدعمها البطاقة) يتم استخدامها لبدء تشغيل بطاقة الرسومات.

### منفذ التوصيل باللوحة الأم
يتم الاتصال باللوحة الأم عن طريق منفذ مرتبط خطوط النقل المرتبطة بدورها بباقي مكونات بطاقة الرسوميات. على مر السنين، ومن اجل تلبية الحاجة المتزايدة للأداء العالي للحاسوب تم استخدام العديد من التقنيات لضمان ثبات وجودة سرعة نقل المعطيات من وإلى بطاقات الرسوميات:
- كانت أول تقنية مستخدمة هي تقنية البنية الصناعية القياسية (ISA)، التي استخدمت منذ سنة 1984 لإضافة بطاقات توسعة تتوفر على ذاكرة فيديو أكثر من البطاقات القياسية التي توفرها الشركات المصنعة للكمبيوتر أو لإضافة البطاقات التي تستخدم مجموعات تعليمات تهدف إلى تسريع العرض  نوافذ.
- استخدمت بعض أجهزة الكمبيوتر المبنية على أساس 80486 ماسمي  بمنفذ  النقل المحلي لمجموعة إلكترونيات الفيديو  (VLB)، ولكنه سرعان ما تم التخلي عنه بسبب خصوصيته الكبيرة جدا؛
- مع وصول معالجات بينتبوم الأولى سنة 1994، تم استخدام واجهة منفذ الملحقات الإضافية (PCI)؛
- ظهرت منفذ الرسوميات السريع (AGP) بحلول مايو 1997، وعرف انتشارا واسعا؛*بحلول سنة 2004، ظهر منفذ الملحقات الإضافية السريع(PCIe) الحديث؛ تم تصميم لكي يحقق أعلى معدل لسرعة مرور للبيانات في الإتجاهين الاتجاه، حيث تصل في منفذ الملحقات الإضافية السريع من الجيل 2.0 إلى مايعادل 500 ميجا أوكتي في ثانية. الشئ الذي أهله ليعوض جميع منافذ التوسعة الداخلية للحاسوب، بما في فيها منفذ الملحقات الإضافية ومنفذ الرسوميات السريع.
- منفذ الناقل التسلسلي العام (USB)، يستعمل خصيصا لتوصيل بطاقات الرسومات الخارجية الجديدة، التي تستفيد من السرعة العالية التي يوفرها لها منفذ الناقل التسلسلي العام ذي الإصدار 2 ؛ يمكن الوصول إلى القدرة الكامل لهذا المنفذ فقط مع الإصدار 3، ما يسمح بعرض عدد كاف من إطارات الصور في الثانية للسماح بعرض مقاطع الفيديو في وضع ملء الشاشة.

توجد أنواع أخرى من منافذ الاتصال مع هياكل الحواسيب الأخرى، على سبيل المثال منفذ الناقل في إم إيه؛ ولكنها تبقى غير مستخدمة على نطاق واسع ومخصصة فقط لمجالات الحوسبة المهنية والصناعة.

### منافذ التوصيل الخارجية بالشاشات
تشمل واجهات التوصيل الأكثر شيوعا بين بطاقة الفيديو وشاشة الحواسيب مايلي:

#### منظومة العرض المرئي

واجهة منظومة العرض المرئي (في جي إيه)

تعرف منظومة العرض المرئي اختصارا باسم في جي إيه، هو منفذ خاص بربط بطاقة الرسوميات مع شاشة الحاسوب، يقوم على التناظرية تم اعتماده في أواخر ثمانينيات من القرن الماضي، وهو مصمم خصيصا لشاشات السي آر تي. تعاني هذه الواجهة من عدة مشاكل تقنية، أبرزها التداخل الكهرومغناطيسي وتشويه الصورة وخطأ الإستعيان عند تقييم وحدات البكسل. لمجارات التطور في جودة الصورة، يتم حاليا استخدام واجهة في جي إيه التناظرية للفيديو عالي الدقة بما في ذلك 1080 بكسل وما فوق.
في حين أن عرض النطاق الترددي للإرسال بالنسبة لمنافذ في جي إيه مرتفع بما يكفي لدعم تشغيل دقة صورة أعلى، يمكن أن تنخفض جودة الصورة اعتمادا على جودة الكابل وطوله. مدى وضوح هذا الاختلاف في الجودة يعتمد على بصر الفرد ونوعية الشاشة.

#### الواجهة الرقمية المرئية

الواجهة الرقمية المرئية (دي في إيه).

الواجهة الرقمية المرئية أو اختصارا دي في إيه، هي معيار رقمي مصمم لشاشات العرض مثل شاشات العرض المسطحة (شاشات العرض البلوري السائل (LCD) وشاشات البلازما وشاشات التليفزيون العريضة عالية الدقة) وأجهزة عرض الفيديو على الحائط. يتميز هذا النوع من المنافذ بإيصال المعلومات القادمة من بطاقات الرسوميات بسلاسة دون تشويه أو تداخل للصور.

#### الواجهة متعددة الوسائط عالية الوضوح

واجهة متعددة الوسائط عالية الوضوح (إتش دي إم آي).

الواجهة متعددة الوسائط عالية الوضوح أو اختصارا إتش دي إم آي، هي معيار رقمي مصمم لنقل بيانات فيديو غير مضغوطة بالإضافة إلى بيانات الصوت الرقمي المصغوطة أو غير المضغوطة من جهاز متوافق مع الإتش دي إم آي (الجهاز المصدر) إلى جهاز آخر متوافق؛ جهاز صوت رقمي أو شاشة كمبيوتر أو جهاز عرض فيديو أو تلفزيون رقمي. 

#### منفذ العرض

واجهة منفذ العرض.

منفذ العرض هو واجهة عرض رقمية طورتها جمعية معايير إلكترونيات الفيديو (VESA). تستخدم هذه الواجهة بشكل أساسي لتوصيل مصدر فيديو بجهاز عرض مثل شاشة حاسوب، مع إمكانية استخدامها أيضا لنقل الصوت وأشكال أخرى من البيانات. صممت هذه الواجه لتحل محل واجهات '«في جي إيه»'، «دي في آي»' و'«إل في دي إس»'.  يتيح هذ التوافق مع في جي إيه ودي في أي للمستهلك استخدام محول لهذه الوجهات للتحويلها إلى منفذ عرض دون استبدال أجهزة العرض الحالية التي يتوفر عليها. على الرغم من أن منفذ العرض يعطي نتيجة أكبر من تلك التي تعطيها المنافذ الأخرى بما فيها منفذ إتش دي إم آي، فمن المتوقع أن يكون مكملا لتلك لواجهات وليس أن يستبدلها.

## تحديد مقدار ذاكرة الفيديو
يعتمد مقدار ذاكرة الفيديو اللازمة لتخزين الصورة المراد عرضها على الدقة المختارة للعرض. كما أن عدد الألوان الممكنة، تعتمد على عدد البيتات المستخدمة في ترميز الألوان.
| عدد البيتات | عدد الألوان             | عدد الألوان                |
| ----------- | ----------------------- | -------------------------- |
| 1           | {\displaystyle =2^{1}}  | 2                          |
| 4           | {\displaystyle =2^{4}}  | 16                         |
| 8           | {\displaystyle =2^{8}}  | 256                        |
| 15          | {\displaystyle =2^{15}} | 32٬768                     |
| 16          | {\displaystyle =2^{16}} | 65٬536                     |
| 24          | {\displaystyle =2^{24}} | 16٬777٬216                 |
| 32          | {\displaystyle =2^{32}} | 4٬294٬967٬296              |
| 48          | {\displaystyle =2^{48}} | 281٬474٬976٬710٬656        |
| 64          | {\displaystyle =2^{64}} | 18٬446٬744٬073٬709٬552٬000 |

يساوي مقدار الذاكرة المطلوبة، عدد وحدات البكسل المستخدمة مضروبة في عدد وحدات البيت للون لكل بكسل. الكل مقسوم على ثمانية للتحويل إلى وحدة البايت (1 بايت = 8 بت).
| مثال  | حساب حجم ذاكرة الفيديو المطلوبة للعرض بدقة 640 × 480 مع 16 لونا ({\displaystyle 2^{4}}).     |
| الحل  | مقدار الذاكرة = {\displaystyle 153600={\frac {(640\times 480)\times 4}{8}}} أوكتي = 150 كيلو |
| تذكير | 1 كيلو أوكتي = 1024 أوكتي ← {\displaystyle {\frac {153\;600}{1\;024}}} = 150 كيلو أوكتي      |

هذا المؤشر ليس له أهمية كبيرة إلى حد ما الآن، لأن ذاكرة الفيديو لبطاقة الرسومات تستخدم لأغراض عديدة. حيث يمكن أن تسمح هذه الذاكرة بتعزيز سلاسة عرض مقاطع الفيديو أو تخزين المعلومات اللازمة لتمثيل الصور ثلاثية الأبعاد.
تتطلب أنظمة التشغيل الحديثة مثل ويندوز فيستا أو ويندوز 7 أو نظام ماكينتوش أو لينكس قدرا كبيرا من ذاكرة الفيديو لتحسين عرضها. تتطلب ألعاب الفيديو، بطاقات رسوميات بذاكرة فيديو أكبر لضمان سلاسة في تشغيلها. بحلول سنة 2016، تم إصدار بطاقات رسوميات مزودة بذاكرة فيديو بسعة 4 جيجا بايت.

## اقرأ أيضاً
- نظام بلا رأس